# Lluvia de pétalos (Catedral de Canarias)

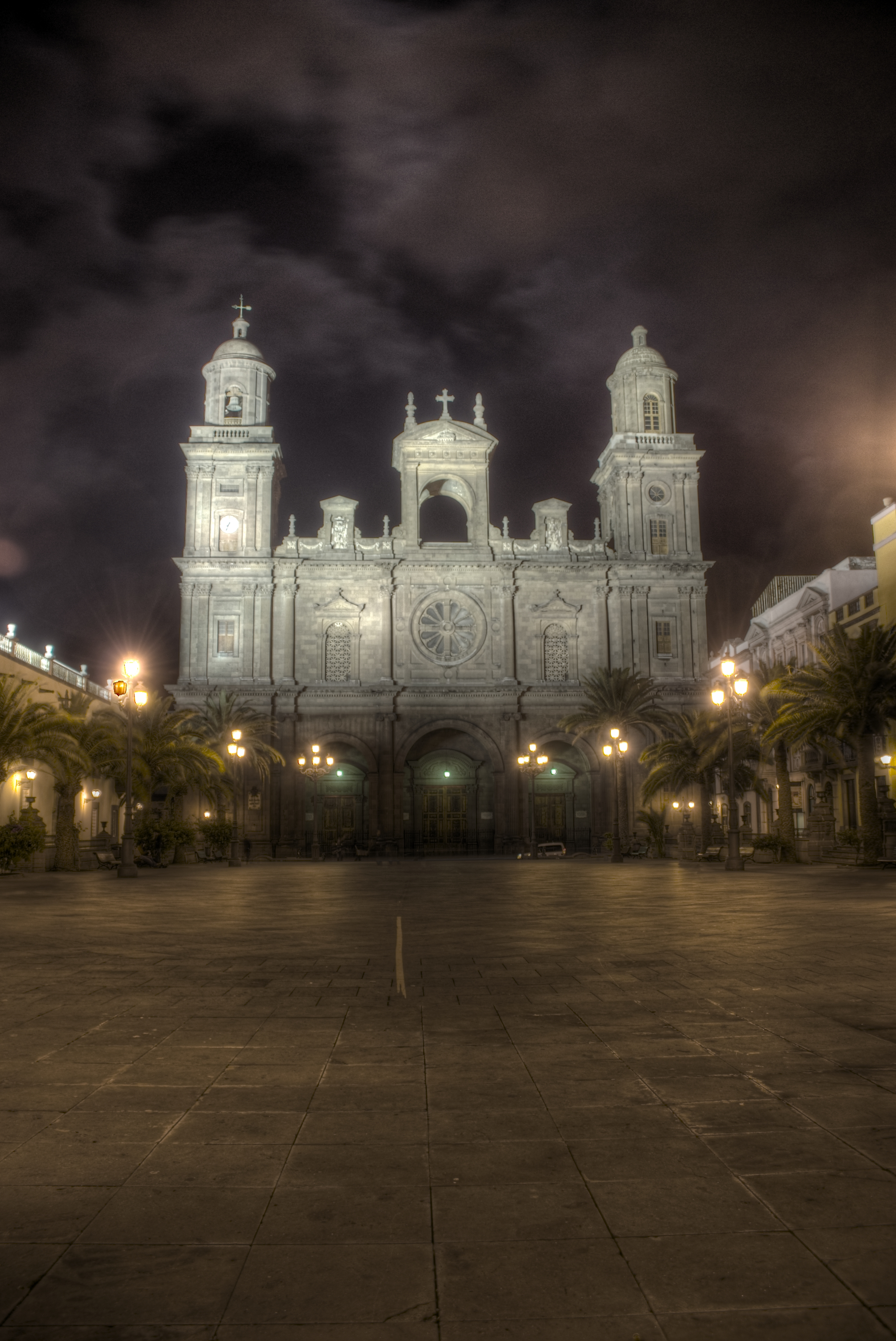
Catedral de Canarias donde tiene lugar la ofrenda floral el día de la Ascensión de Cristo. Las Palmas de Gran Canaria, Gran Canaria, España.

La lluvia de pétalos de flores o lluvia de flores es una ofrenda floral al Santísimo Sacramento que se celebra en la catedral de Canarias el día de la Ascensión del Señor. Fue instituida en el siglo XVII, constando en las actas capitulares de 1649 gracias al canónigo Alonso Pacheco. El culto está organizado por el cabildo de la catedral de Canarias en colaboración con la asociación de amigos de la catedral de Canarias.

## Celebración
El día de la Ascensión del Señor, luego de la misa conventual, presidida por el obispo de Canarias, se hace la exposición mayor con el Santísimo Sacramento en el ostentorio, singular obra original del orfebre cordobés Damián de Castro, del siglo XVIII, y comienza el canto de la tercia.
Y mientras descienden los pétalos de flores por la linterna que corona el cimborrio de la catedral sobre el Santísimo Sacramento expuesto en el altar mayor. También se lanzan pétalos de flores desde la cúpula que se encuentra sobre la cátedra del obispo.

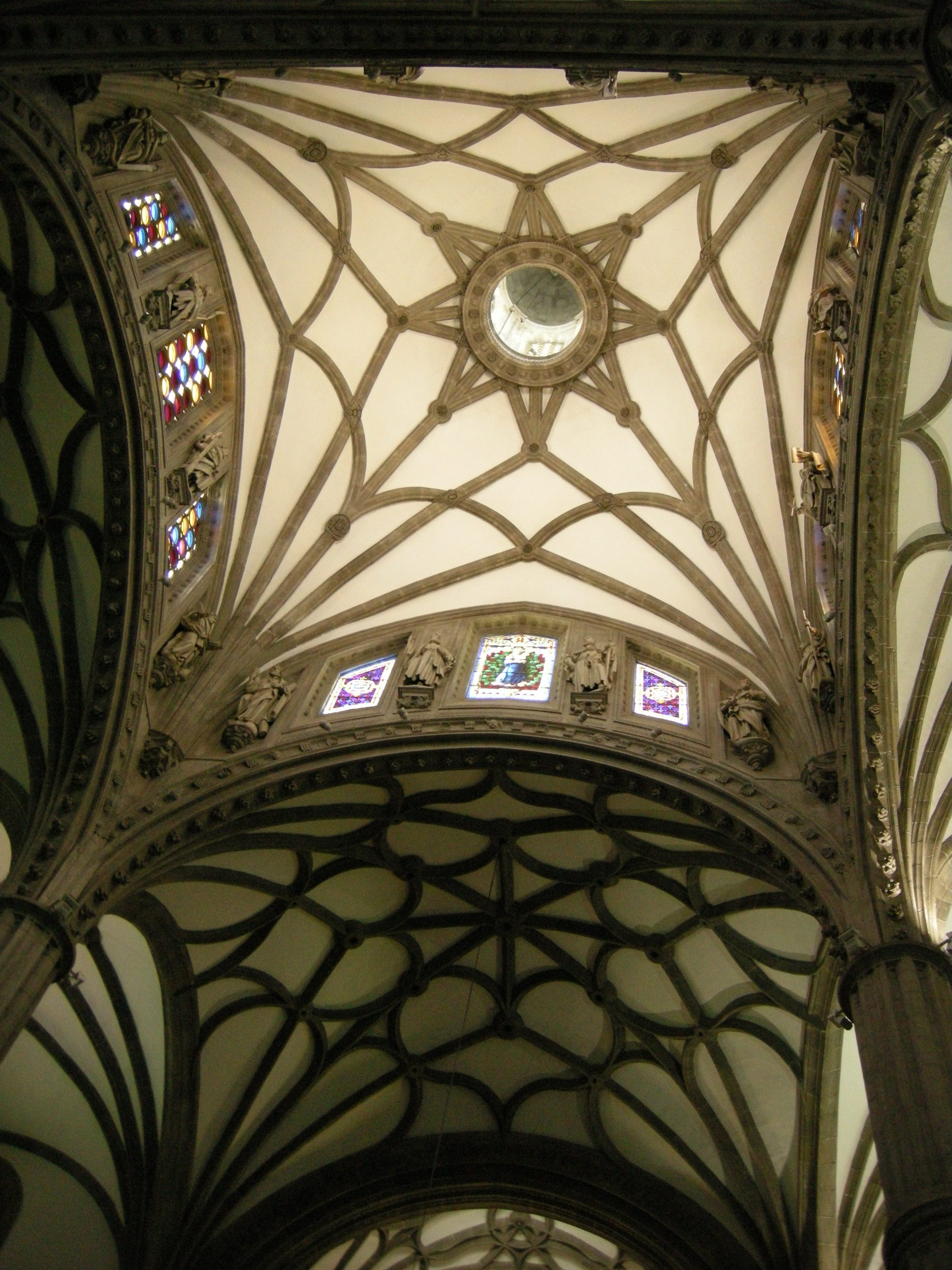
Cimborrio de la catedral, desde cuya linterna se lanzan los pétalos de flores.

Durante la lluvia de flores antiguamente varios niños del coro, revestidos de con sotana roja y blanco sobrepelliz, bordean el altar lentamente con una bandeja repleta de pétalos en la mano izquierda a la vez que lanza a puñados flores sobre el altar. En la actualidad son niños y niñas de las parroquias cercanas al templo catedralicio los que realizan este gesto.
Terminado el rezo de tercia, el obispo imparte la bendición con el Santísimo Sacramento a los asistentes a la ceremonia y para posteriormente reservarlo en su capilla sacramental.
El obispo Buenaventura Codina y Augerolas definió la celebración en 1854 cómo:  “elasccendens Christus in altum dedit dona hominibus” (subiendo Cristo a lo alto envió bienes a los hombres) ya que se conmemora la Ascensión de Cristo a los cielos.
La peculiaridad de este culto al Santísimo Sacramento ya ha conseguido que varias instituciones de la isla de Gran Canaria promuevan que sea declarada Bien de Interés Cultural.